# Cilly Aussem
Cäcilia Edith «Cilly» Aussem (Colònia, Imperi Alemany, 4 de gener de 1909 − Portofino, Itàlia, 22 de març de 1963) fou una tennista alemanya.
Fou la primera tennista alemanya, home o dona, en guanyar un títol individual de Wimbledon l'any 1931. Va guanyar dos títols individuals de Grand Slam i un de dobles mixts, mentre que en dobles femenins va aconseguir disputar-ne una final. El seu entrenador fou el gran tennista Bill Tilden, amb qui va guanyar el títol de dobles mixts.

## Biografia
Filla de Johann Joseph Aussem i Ulrike Franziska Wisbaum. Va començar a jugar a tennis gràcies a la seva mare i aviat va començar a demostrar el seu talent. El seu pare era un venedor ric, això li va permetre estudiar tan a Colònia com a Ginebra, i viatjat a llocs exclusius d'Europa. En d'aquests viatges va conèixer el millor jugador de l'època, Bill Tilden, que després de veure el seu talent va acceptar ser el seu entrenador.
Va guanyar el campionat alemany l'any 1927 amb divuit anys. Amb Tilden van fer equips de dobles mixts amb molt èxit i van guanyar el primer Grand Slam a l'Internationaux de France de 1930, superant les parelles més importants de l'època. Quan començava a despuntar la seva carrera internacional, en una gira per Sud-amèrica (Xile, Brasil i Argentina) l'any 1931, va patir una inflamació al fetge molt greu. Fou operada en tornar a Alemanya però la seva recuperació fou extramadament lenta i no va tornar a jugar a tennis en dos anys. El seu retorn es va produir el 1933 però ja no va recuperar el seu rendiment anterior, i va decidir retirar-se amb 25 anys.
Es va casar amb l'italià Earl Fermo Murari dalla Corte Brà a Múnic l'11 de març de 1936. Es van traslladar a Mombasa (Kenya), però allà va contraure la malària. Posteriorment es van establir a un castell del seu marit de Portofino, on va portar una vida molt discreta. L'any 1963 es va haver de tornar a operar del fetge, però en aquesta ocasió no va aconseguir recuperar-se i va morir el 22 de març de 1963, amb 54 anys.
En el seu honor, el campionat júnior alemany s'anomena "Grosse Cilly Aussem Spiele" des de 1965.

## Torneigs de Grand Slam

### Individual: 2 (2−0)
| Resultat   | Núm. | Any  | Campionat                | Oponent          | Marcador |
| ---------- | ---- | ---- | ------------------------ | ---------------- | -------- |
| Guanyadora | 1.   | 1931 | Internationaux de France | Betty Nuthall    | 8−6, 6−1 |
| Guanyadora | 1.   | 1931 | Wimbledon                | Hilde Krahwinkel | 6−2, 7−5 |

### Dobles femenins: 1 (0−1)
| Resultat  | Núm. | Any  | Campionat                | Parella        | Oponents                     | Marcador |
| --------- | ---- | ---- | ------------------------ | -------------- | ---------------------------- | -------- |
| Finalista | 1.   | 1931 | Internationaux de France | Elizabeth Ryan | Eileen Bennett Betty Nuthall | 7−9, 2−6 |

### Dobles mixts: 1 (1−0)
| Resultat   | Núm. | Any  | Campionat                | Parella     | Oponents                    | Marcador |
| ---------- | ---- | ---- | ------------------------ | ----------- | --------------------------- | -------- |
| Guanyadora | 1.   | 1930 | Internationaux de France | Bill Tilden | Eileen Bennett Henri Cochet | 6−4, 6−4 |

## Trajectòria

### Individual
| Australian Championships | A  | A  | A  | A  | A | A  | A  | A  | 0 / 0 |
| Internationaux de France | QF | 3R | SF | SF | G | QF | 2R | SF | 1 / 8 |
| Wimbledon | 2R | QF | 4R | SF | G | 1R | A  | QF | 1 / 7 |
| US Championships | A  | A  | A  | A  | A | A  | A  | A  | 0 / 0 |
| Llegenda: G: Guanyadora; F: Finalista; SF: Semifinalista; QF: Quarts de final; Q: Qualificació; A: Absent; RR: Round Robin; |    |    |    |    |   |    |    |    |       |

### Dobles femenins
| Australian Championships | A  | A  | A  | A  | A  | A  | A  | A  | 0 / 0 |
| Internationaux de France | 2R | A  | QF | QF | F  | A  | QF | 2R | 0 / 6 |
| Wimbledon | A  | 2R | 1R | 1R | 2R | 2R | A  | 2R | 0 / 6 |
| US Championships | A  | A  | A  | A  | A  | A  | A  | A  | 0 / 0 |
| Llegenda: G: Guanyadora; F: Finalista; SF: Semifinalista; QF: Quarts de final; Q: Qualificació; A: Absent; RR: Round Robin; |    |    |    |    |    |    |    |    |       |